# シキミモドキ科
シキミモドキ科（シキミモドキか; ウィンテラ科、学名: Winteraceae）は被子植物のカネラ目に属する科の1つである。常緑性の木本であり、多くの被子植物とは異なり道管をもたない。花は不特定数の花弁や雄しべをもち、雌しべの心皮が二つ折りで縁が完全には合着していない不完全心皮であることが知られている。精油を含み、英名で「… pepper」とよばれるものが多い。東南アジアからオセアニア、マダガスカル、メキシコから南米に分布し、日本に自生種は存在しない。5属100種ほどが知られる。

## 特徴
常緑性の小高木から低木であり、つる性の種も知られる（下図2a, b）。節は3葉隙性。道管を欠く。師管の色素体はS-type。精油細胞をもつ。ときにアルカロイドを含み、プロアントシアニジンが存在、フラボノイドとしてクェルセチンをもち、エラグ酸を欠く。
葉は互生し、ふつう螺生する（上図2c）。葉は単葉、ふつう革質で無毛、油点をもち、全縁、葉脈は羽状、葉柄が存在し、托葉を欠く。葉裏はしばしば白色を帯び（下図3c）、気孔は平行型、ワックスで栓がされている。
花は中型から小型、放射相称、基本的に両性であるがときに単性、ふつう集散花序を形成するが単生することもあり、花序は頂生または腋生する（上図3）。一部の種では、花は発熱性。苞は早落性。萼片は2–4(–6)枚、輪生し（上図3b）、部分的に合生、または完全に合着して花芽を包むキャップ状構造（カリプトラ）を形成する。花弁は2–多数、ふつう離生するが（上図3）、外側の花弁が合着してカリプトラ状になることがある。雄しべは3–多数、離生し、らせん状につく（上図3a）。花糸はふつう太く短く、ときに葉状、葯隔はときに突出、葯は沿着で外向、側向または内向、縦裂する。小胞子形成は同時型。花粉は2細胞性、単口粒、ふつう4集粒として放出される。雌しべの心皮は二つ折りで不完全心皮としてよく知られ、縁辺が完全には融合しておらず、この部分が線状に柱頭になっている。シキミモドキ属では縁辺全長にわたって融合が不完全であるが、ジゴギヌム属などでは縁辺下部は完全に融合している。1–20心皮が1輪につき、基本的に離生心皮であるが（上図3a）、ジゴギヌム属では合生している（ただし柱頭や子房室は独立している）。一方でタクタヤニア属では2心皮が完全に合生して単一の子房室を形成している。子房上位、心皮の縫合線に沿って胚珠がつき、1心皮あたり胚珠数は1個から多数、倒生胚珠で厚層珠心、2珠皮性。胚嚢はタデ型。ふつう蜜腺を欠く。
果実は基本的に液果であるが（上図4）、タクタヤニア属は蒴果。内胚乳形成は造壁型、油性。胚はよく分化しているが小さい。染色体基本数は x = 13, 18, 43。

## 分布・生態
シキミモドキ科は、主に南半球に分布するゴンドワナ要素である。フィリピン、ボルネオ島、スラウェシ島、小スンダ列島、ニューギニア島、ソロモン諸島、ニューカレドニア、オーストラリア東部、ニュージーランド、メキシコから南米、およびマダガスカルに分布する。多くは熱帯域の多雨林や雲霧林内に生育するが、温帯域に分布する種もいる。
さまざまな昆虫、特に小型の甲虫、アザミウマ、コバネガ、双翅類によって花粉媒介され、ふつう花粉を報酬とするが、柱頭または雄しべから報酬となる物質を分泌するものもいる。ただしタスマニア属の一部は風媒される。多くの種は自家不和合性を示す。果実はふつう液果であり、鳥などによって種子散布される。

## 人間との関わり
シキミモドキ科の植物は精油を含み、葉や樹皮、果実が薬用や香辛料に用いられることがある。よく利用される種としてウィンタードリミス（別名: ウィンターズバーク、Drimys winteri）、Tasmannia lanceolata、Tasmannia stipitata などがある（図5）。またニュージーランドに分布するPseudowintera axillaris および P. colorata はマオリ語でホロピト（horopito）とよばれ、腸チフスの薬とされた。
ボルネオ島では、部族間の闘争の際にイヌを興奮させるため、シキミモドキ（Tasmannia piperita）の葉を揉んだものを嗅がせたという。
ウィンタードリミスなどは鑑賞用に栽培されることもある。

## 系統と分類

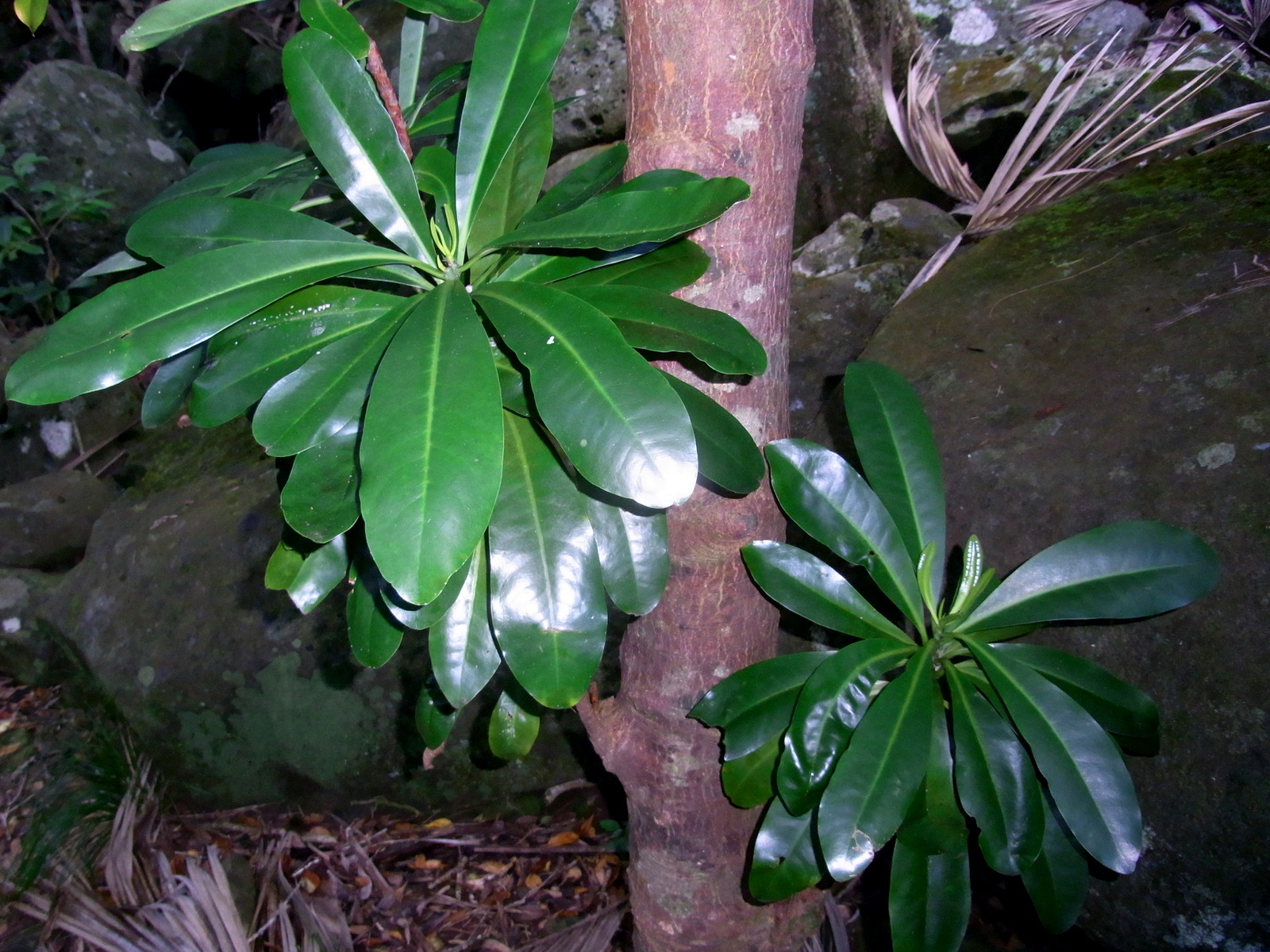
7d.

シキミモドキ科は道管を欠くことや雌しべの心皮が二つ折りで完全に合着していないなどの特徴から、最も原始的な特徴をもつ被子植物の1つとされていた。20世紀末以降の分子系統学的研究から、シキミモドキ科はカネラ科とともに系統群（カネラ目）を形成し、カネラ目はコショウ目（ウマノスズクサ科、コショウ科など）の姉妹群であることが示されている。このような系統的位置から、シキミモドキ科における道管の欠如は、二次的な欠失によるものであると考えられている。また心皮の進化に関しては、二つ折りではなく嚢状（袋状）に発生する心皮をもつもの（アンボレラ目、スイレン目、アウストロバイレヤ目）が被子植物の中で最初期に分かれたことが示されており、これが被子植物の原始形質であると考えられている。
シキミモドキ科は比較的古くから認識されていた植物群である。古典的な被子植物の分類体系である新エングラー体系やクロンキスト体系では、シキミモドキ科はモクレン目に分類されていた。しかし上記のように、分子系統学的研究からカネラ科に近縁であることが明らかとなり、2022年現在ではこの2科はあわせてカネラ目に分類されている。
2022年現在、シキミモドキ科には5属100種ほどが知られている（下表）。この5属以外にベリオルム属（Belliolum）やブッビア属（Bubbia）、エクソスペルムム属（Exospermum）が認められることが多かったが、これらの属は系統的にジゴギヌム属（Zygogynum）にきわめて近縁であることが明らかとなっており、これに含めることが多い。5属のうちタクタヤニア属（Takhtajania）が最初期に分岐したことが示されており（下図6）、タクタヤニア属と他の4属を亜科のレベルで分けることがある（下表1）。
|  | ドリミス属 Drimys                                                                             |
|  |                                                                                               |
|  | \| \| プセウドウィンテラ属 Pseudowintera \| \| \| \| \| \| ジゴギヌム属 Zygogynum \| \| \| \| |

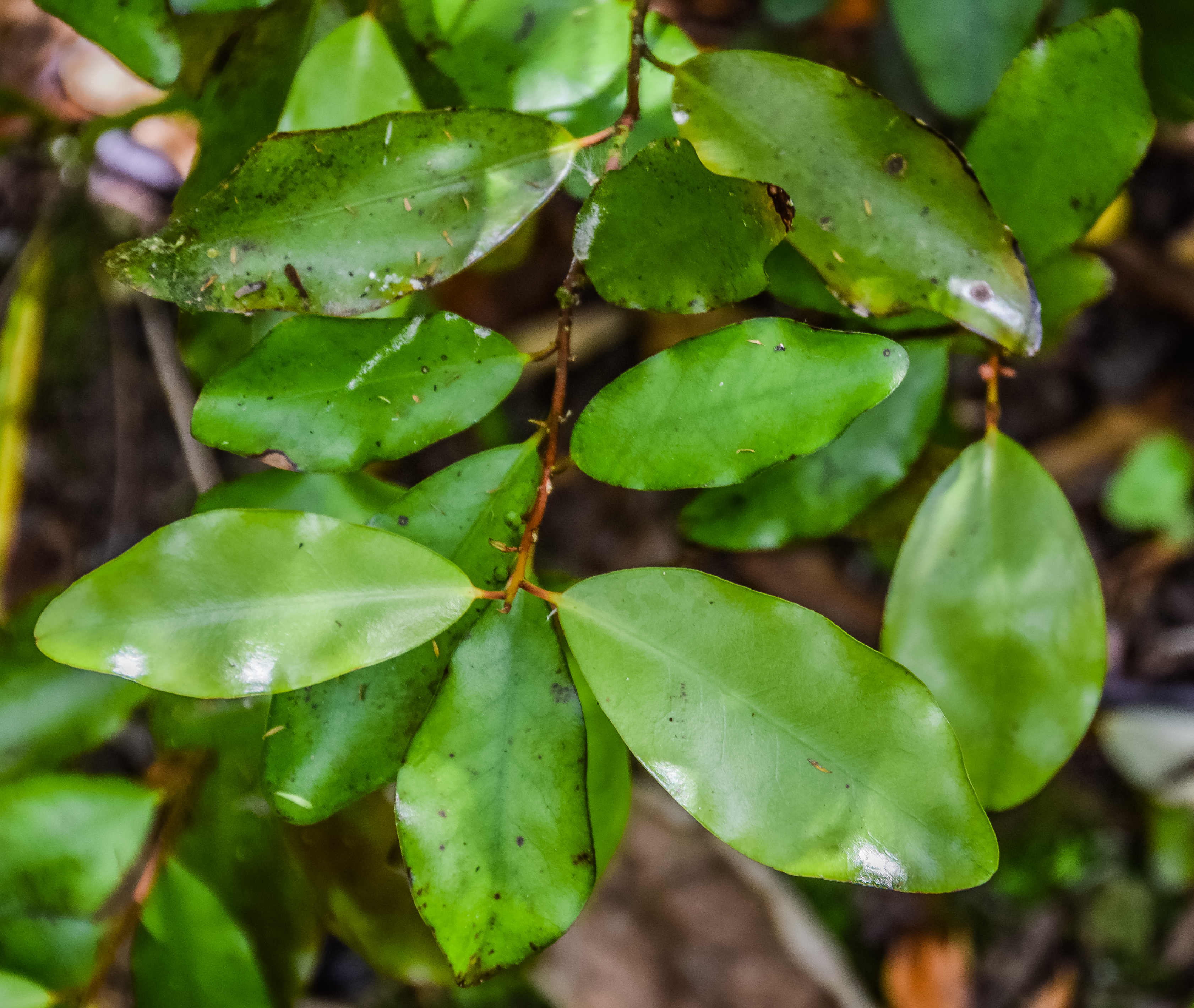
7c.

|  |                                                                                               |
|  | プセウドウィンテラ属 Pseudowintera                                                            |
|  |                                                                                               |
|  | ジゴギヌム属 Zygogynum                                                                        |
|  |                                                                                               |

|  | プセウドウィンテラ属 Pseudowintera |
|  |                                    |
|  | ジゴギヌム属 Zygogynum             |
|  |                                    |

|  | ドリミス属 Drimys                                                                             |
|  |                                                                                               |
|  | \| \| プセウドウィンテラ属 Pseudowintera \| \| \| \| \| \| ジゴギヌム属 Zygogynum \| \| \| \| |
|  |                                                                                               |
|  | プセウドウィンテラ属 Pseudowintera                                                            |
|  |                                                                                               |
|  | ジゴギヌム属 Zygogynum                                                                        |
|  |                                                                                               |

|  | プセウドウィンテラ属 Pseudowintera |
|  |                                    |
|  | ジゴギヌム属 Zygogynum             |
|  |                                    |

|  | ドリミス属 Drimys                                                                             |
|  |                                                                                               |
|  | \| \| プセウドウィンテラ属 Pseudowintera \| \| \| \| \| \| ジゴギヌム属 Zygogynum \| \| \| \| |
|  |                                                                                               |
|  | プセウドウィンテラ属 Pseudowintera                                                            |
|  |                                                                                               |
|  | ジゴギヌム属 Zygogynum                                                                        |
|  |                                                                                               |

|  | プセウドウィンテラ属 Pseudowintera |
|  |                                    |
|  | ジゴギヌム属 Zygogynum             |
|  |                                    |

|  | ドリミス属 Drimys                                                                             |
|  |                                                                                               |
|  | \| \| プセウドウィンテラ属 Pseudowintera \| \| \| \| \| \| ジゴギヌム属 Zygogynum \| \| \| \| |
|  |                                                                                               |
|  | プセウドウィンテラ属 Pseudowintera                                                            |
|  |                                                                                               |
|  | ジゴギヌム属 Zygogynum                                                                        |
|  |                                                                                               |

|  | プセウドウィンテラ属 Pseudowintera |
|  |                                    |
|  | ジゴギヌム属 Zygogynum             |
|  |                                    |

|  | ドリミス属 Drimys                                                                             |
|  |                                                                                               |
|  | \| \| プセウドウィンテラ属 Pseudowintera \| \| \| \| \| \| ジゴギヌム属 Zygogynum \| \| \| \| |
|  |                                                                                               |
|  | プセウドウィンテラ属 Pseudowintera                                                            |
|  |                                                                                               |
|  | ジゴギヌム属 Zygogynum                                                                        |
|  |                                                                                               |

|  | プセウドウィンテラ属 Pseudowintera |
|  |                                    |
|  | ジゴギヌム属 Zygogynum             |
|  |                                    |

|  | ドリミス属 Drimys                                                                             |
|  |                                                                                               |
|  | \| \| プセウドウィンテラ属 Pseudowintera \| \| \| \| \| \| ジゴギヌム属 Zygogynum \| \| \| \| |
|  |                                                                                               |
|  | プセウドウィンテラ属 Pseudowintera                                                            |
|  |                                                                                               |
|  | ジゴギヌム属 Zygogynum                                                                        |
|  |                                                                                               |

|  | プセウドウィンテラ属 Pseudowintera |
|  |                                    |
|  | ジゴギヌム属 Zygogynum             |
|  |                                    |

|  | ドリミス属 Drimys                                                                             |
|  |                                                                                               |
|  | \| \| プセウドウィンテラ属 Pseudowintera \| \| \| \| \| \| ジゴギヌム属 Zygogynum \| \| \| \| |
|  |                                                                                               |
|  | プセウドウィンテラ属 Pseudowintera                                                            |
|  |                                                                                               |
|  | ジゴギヌム属 Zygogynum                                                                        |
|  |                                                                                               |

|  | プセウドウィンテラ属 Pseudowintera |
|  |                                    |
|  | ジゴギヌム属 Zygogynum             |
|  |                                    |

|  | ドリミス属 Drimys                                                                             |
|  |                                                                                               |
|  | \| \| プセウドウィンテラ属 Pseudowintera \| \| \| \| \| \| ジゴギヌム属 Zygogynum \| \| \| \| |
|  |                                                                                               |
|  | プセウドウィンテラ属 Pseudowintera                                                            |
|  |                                                                                               |
|  | ジゴギヌム属 Zygogynum                                                                        |
|  |                                                                                               |

|  | プセウドウィンテラ属 Pseudowintera |
|  |                                    |
|  | ジゴギヌム属 Zygogynum             |
|  |                                    |

表1. シキミモドキ科の分類体系の一例
- シキミモドキ科 Winteraceae R.Br. ex Lindl. (1830)
  - 亜科 Takhtajanioideae J.-F.Leroy (1978)
    - タクタヤニア属[7] Takhtajania Baranova & J.-F.Leroy (1978)
雌しべは2心皮性で合生心皮、子房室は1室[7]。果実はさく果。染色体基本数は x = 18[9][14]。マダガスカルに分布する。1種（Takhtajania perrieri）のみが知られる。1909年に採集されたが、その後1963年になって標本整理の過程で初めてこれがシキミモドキ科の植物であることが認識され、1978年にこれを基に植物学者であるアルメン・タハタジャンに献名して新属タクタヤニア属が提唱された。しばらくの間この標本のみが知られていたが、1994年に野外で再発見された[26]。

  - 亜科 Winteroideae Arnott (1832)
    - シキミモドキ属[7][注 1]（タスマニア属[6]）Tasmannia R.Br. ex DC. (1817)7a. Tasmannia lanceolata

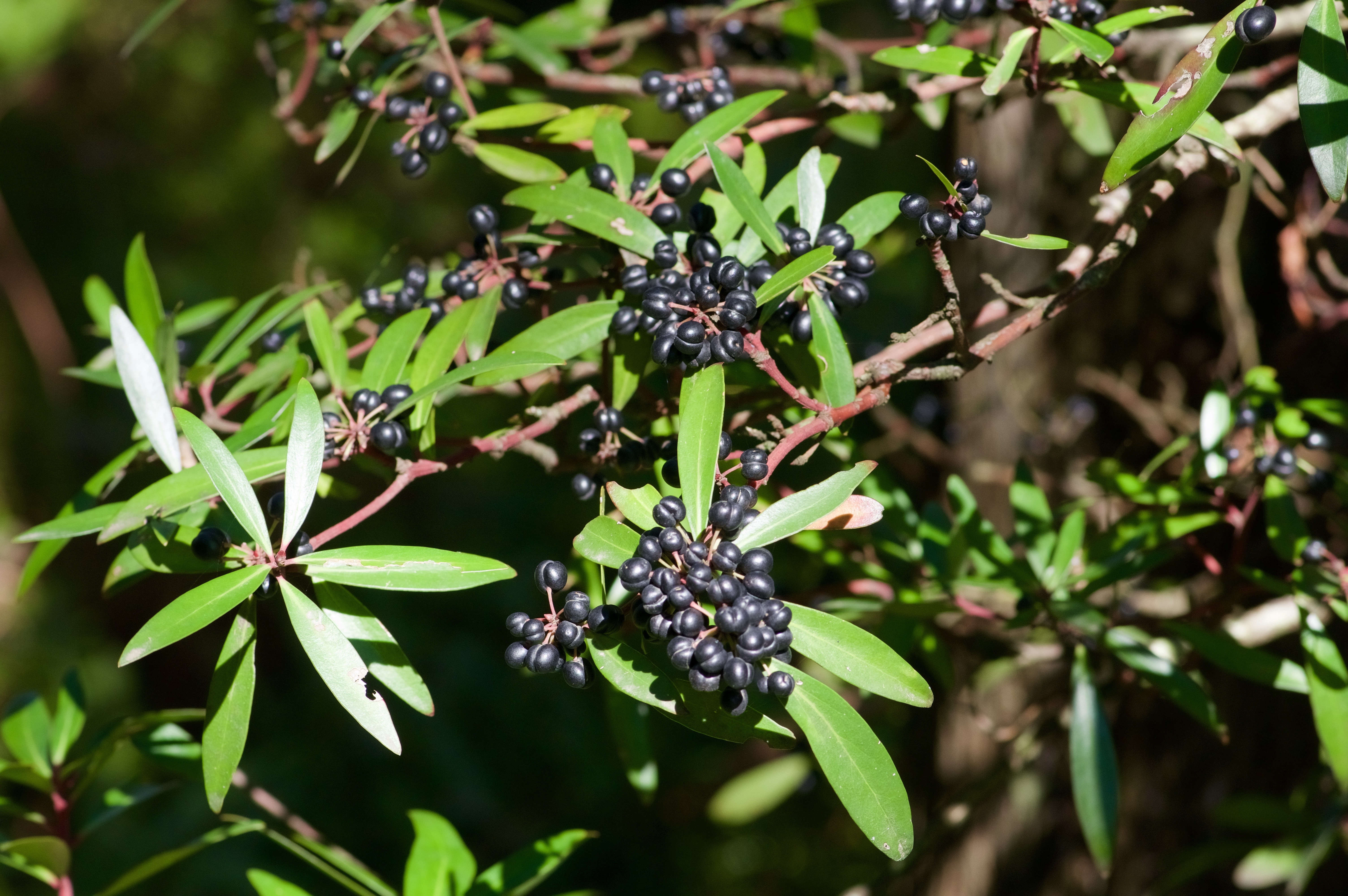
7a.

シノニム: Austrodrimys Doweld (2000); Pseudodrimys Doweld (2000)
ふつう単性花で雌雄異株だがときに両性花をつけつ[7][9]。萼はカリプトラ状、花弁は薄い[7]。染色体基本数は x = 13[14]。フィリピン、ボルネオ島、スラウェシ島、小スンダ列島、ニューギニア島、ソロモン諸島、オーストラリア東部、タスマニアに分布する。シキミモドキ（Tasmannia piperita）など約36種が知られる（図7a）。

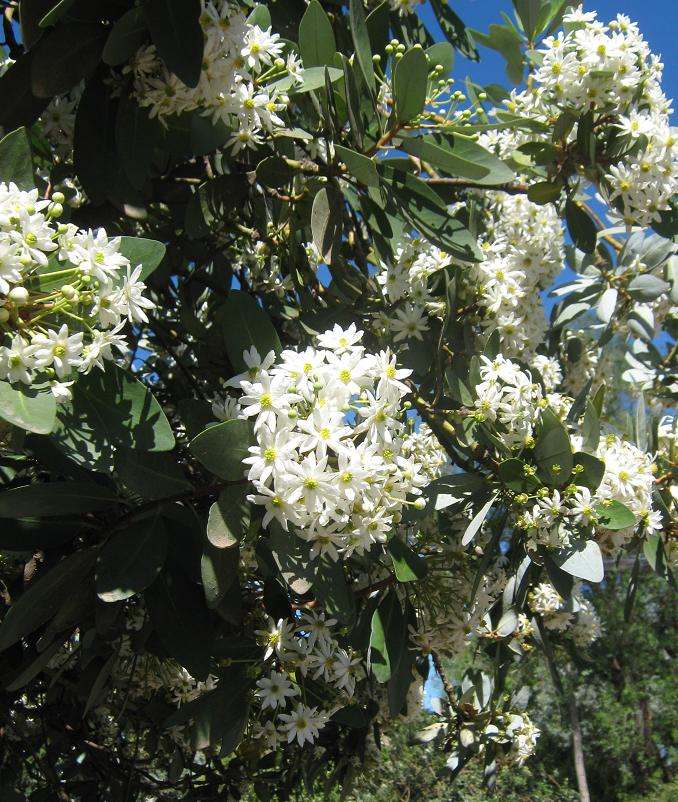
7b.

    - ドリミス属[7][6] Drimys J.R.Forst. & G.Forst. (1775)7b. Drimys winteri
シノニム: Drymis Juss. (1789); Temus Molina (1782); ウィンテラ属[7] Wintera Murray (1784)
萼はカリプトラ状、花弁は薄い[7]。染色体基本数は x = 43[14]。メキシコから南米南部に分布する。ウィンタードリミス（D. winteri）など約7種が知られる（図7b）。
    - プセウドウィンテラ属[7][6] Pseudowintera Dandy (1933)7c. Pseudowintera colorata
花序は頂生または腋生、萼は小さく宿存性、花弁は厚い[7]。染色体基本数は x = 43[14]。ニュージーランドに分布する。約4種が知られる（図7c）。
    - ジゴギヌム属[7][6] Zygogynum Baill. (1897)7d. Zygogynum howeanum
シノニム: ベリオルム属[7][6] Belliolum Tiegh. (1900); ブッビア属[7][6] Bubbia Tiegh. (1900); エクソスペルムム属[7][6] Exospermum Tiegh. (1900); Sarcodrimys (Baill.) Baum.-Bod. (1989); テトラタラムス属[6] Tetrathalamus Lauterb. (1905)
花序は頂生、萼は小さく宿存性、花弁は厚い[7]。染色体基本数は x = 43[14]。ニューギニア島、ニューカレドニア、ソロモン諸島、オーストラリア北東部に分布する。約45種が知られる（図7d）。

シキミモドキ科に関連すると考えられている4集粒花粉の化石は、ガボンの1億2250万年前の地層から報告されている。またシキミモドキ科に関連すると考えられる材の化石も白亜紀以降に報告されている。シキミモドキ科と考えられる化石記録は現在の分布域よりも広く、アフリカ、イスラエル、南極、南米、北米、オーストラリア、ニュージーランドなどから報告されている。

## ギャラリー

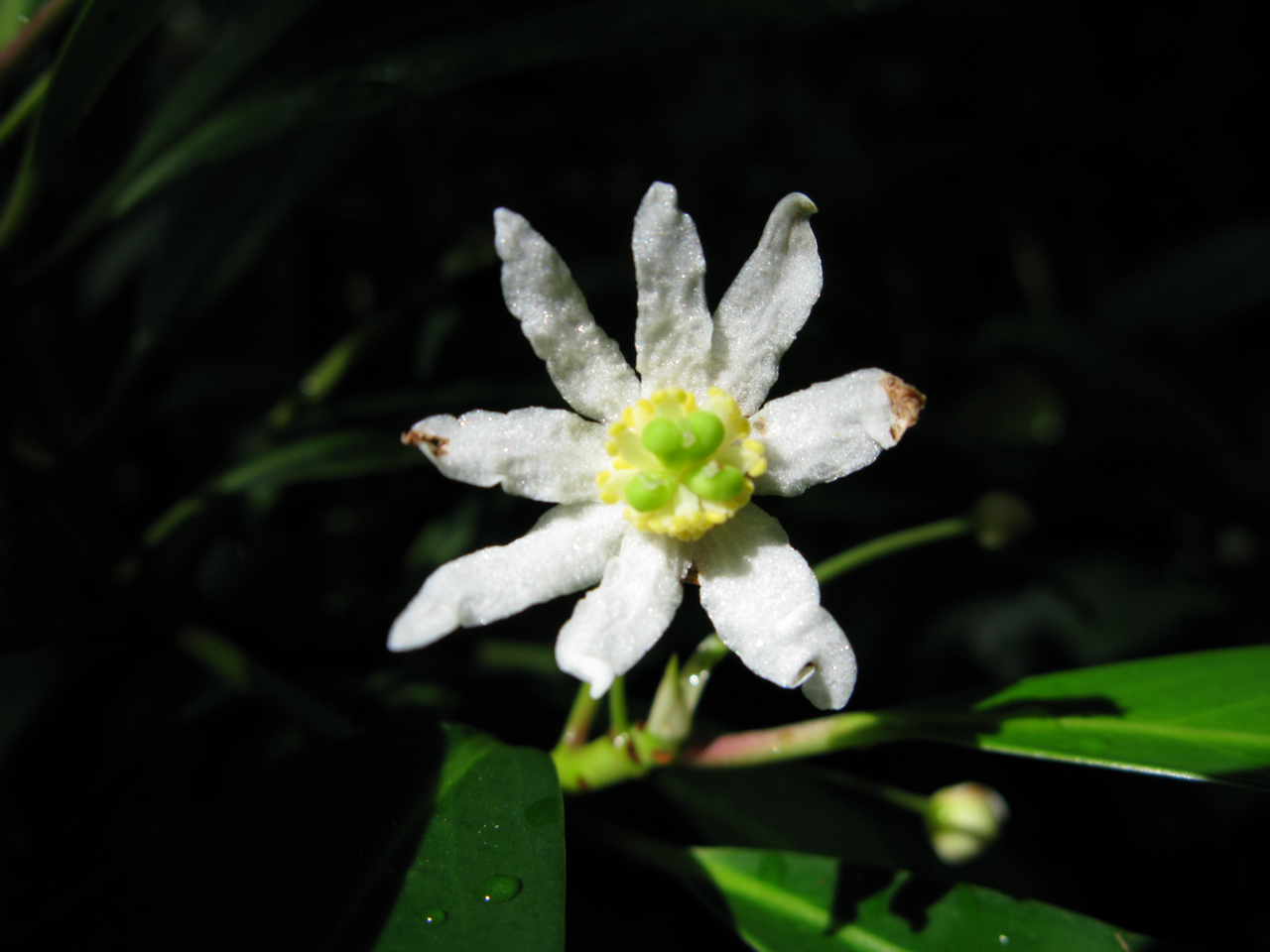
ウィンタードリミスの花
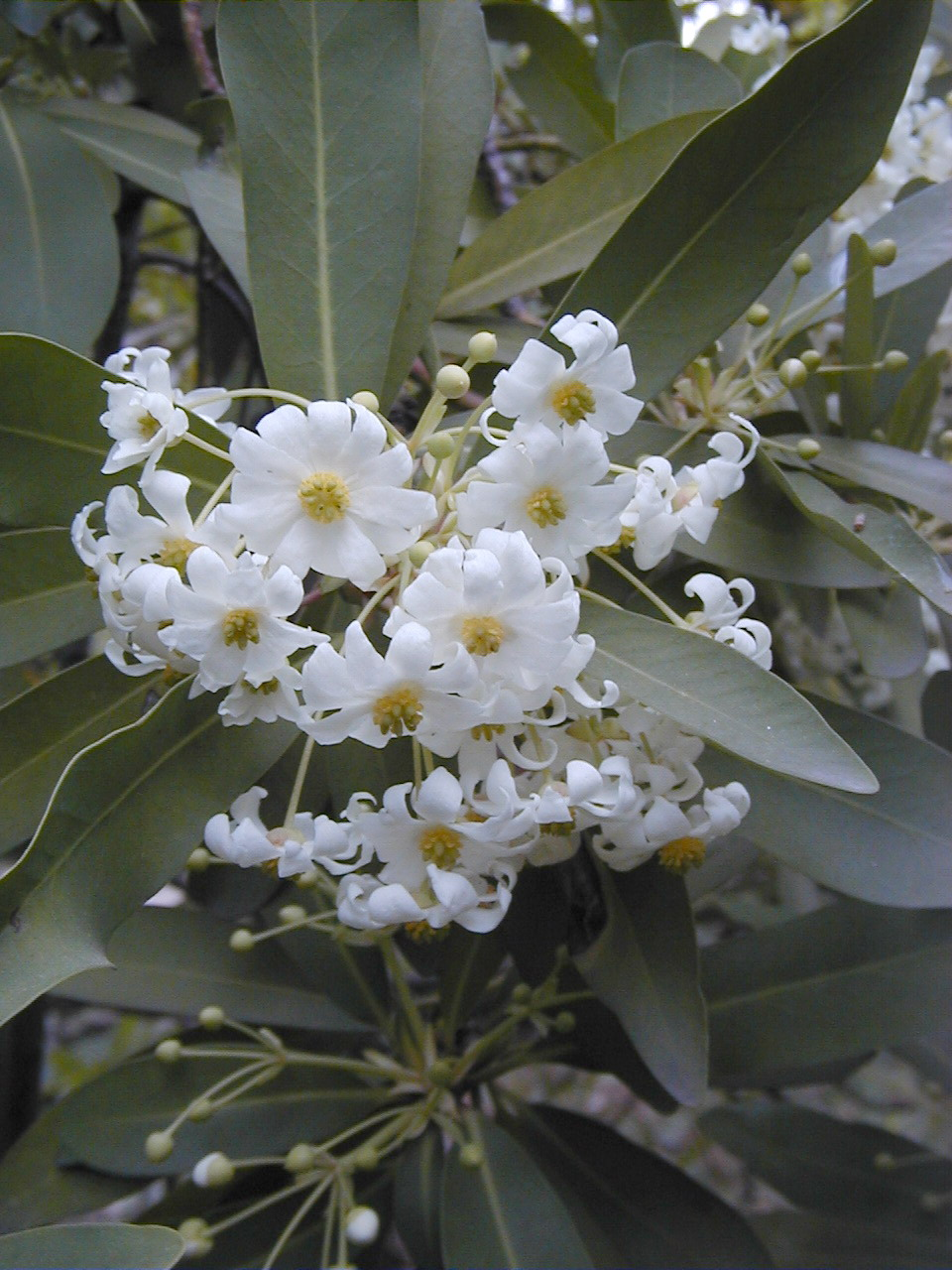
ウィンタードリミスの花
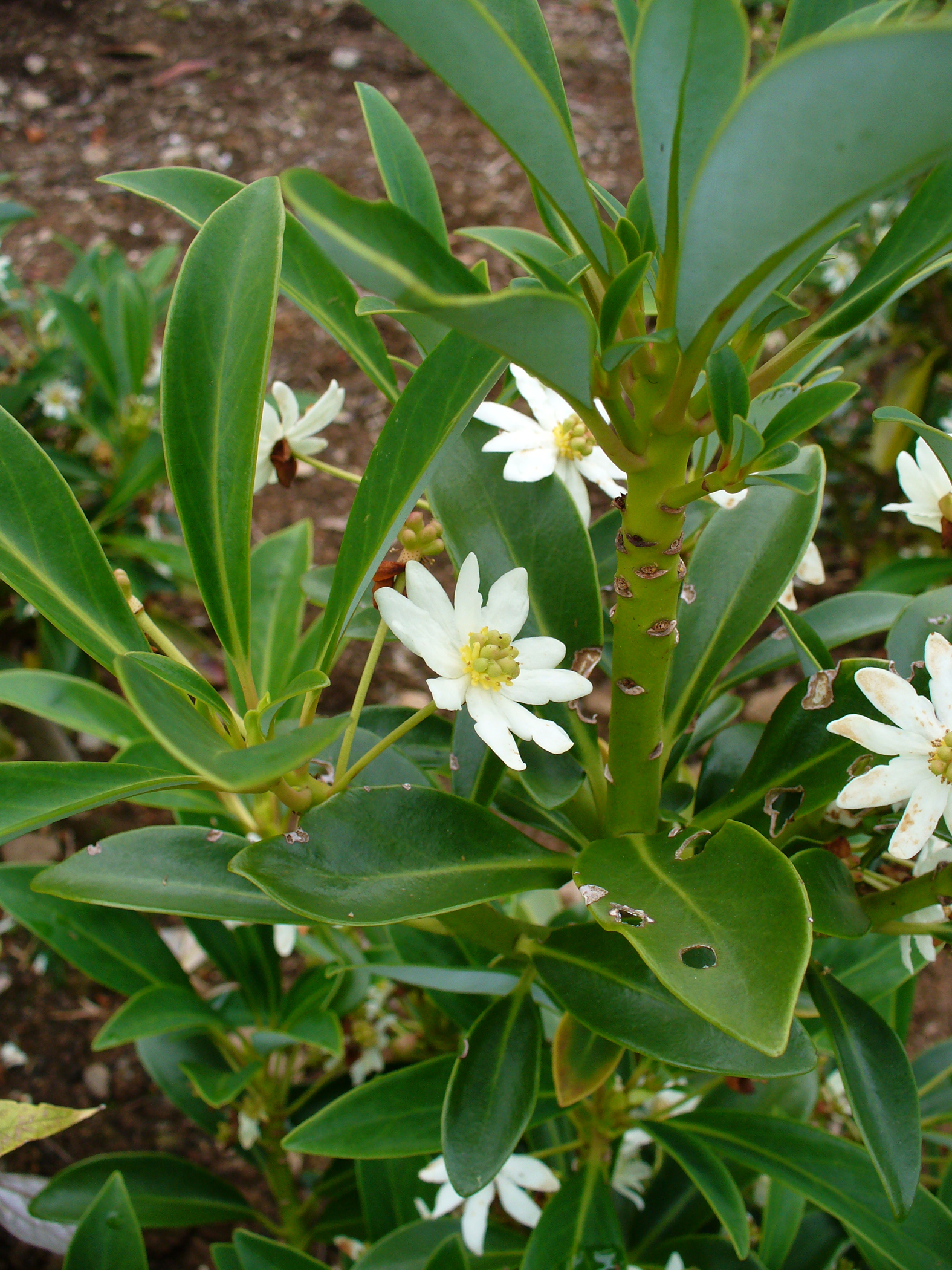
Drimys andina の花
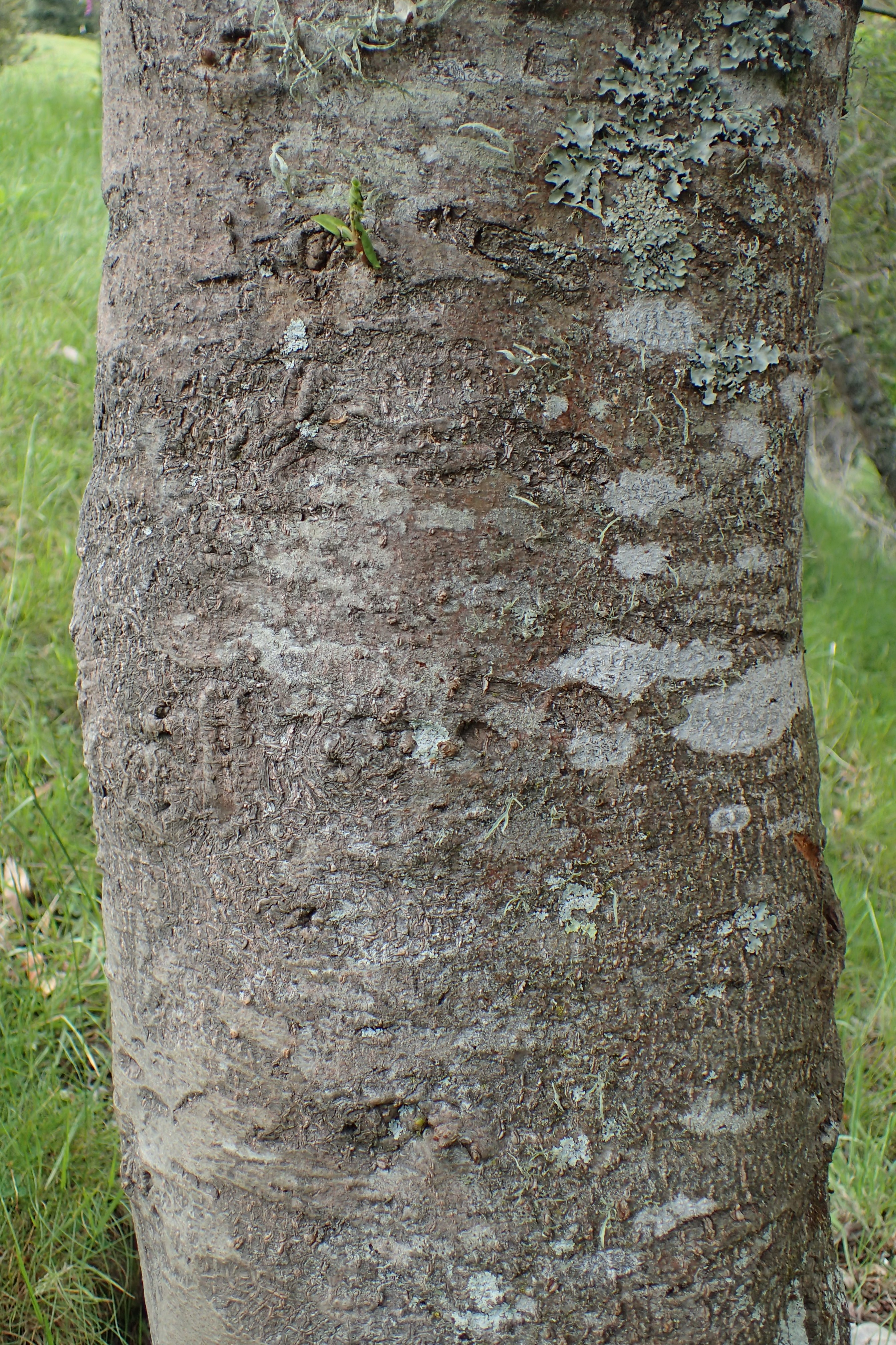
ウィンタードリミスの樹皮
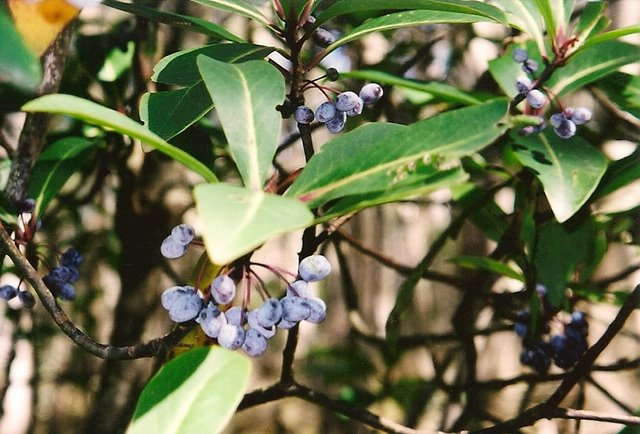
Tasmannia purpurascens の果実
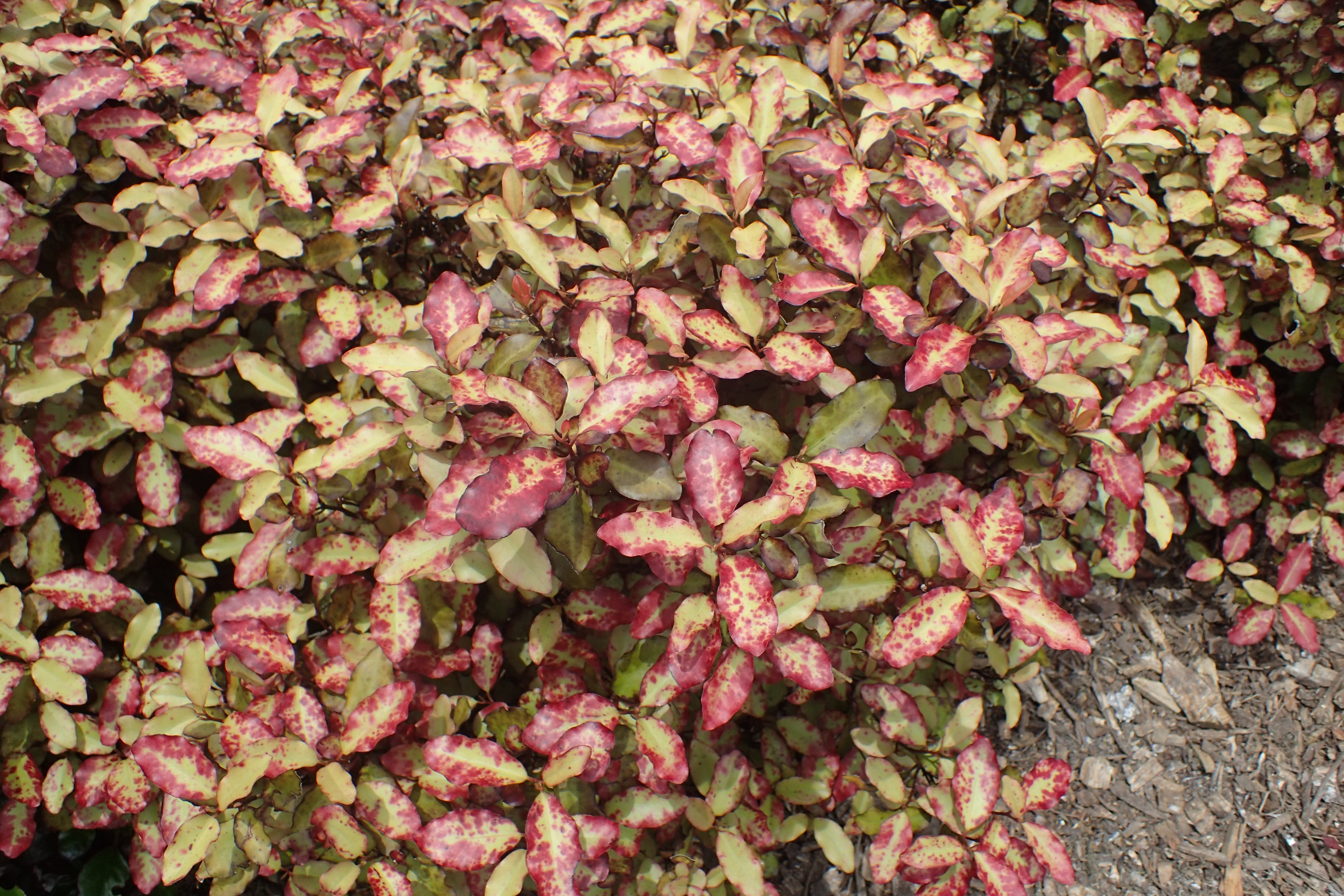
Pseudowintera colorata